# Suphalomitus lutemaculatus
Suphalomitus lutemaculatus är en insektsart som beskrevs av C.-k. Yang 1992. Suphalomitus lutemaculatus ingår i släktet Suphalomitus och familjen fjärilsländor. Inga underarter finns listade i Catalogue of Life.